# シュレースヴィヒ＝ホルシュタイン公国

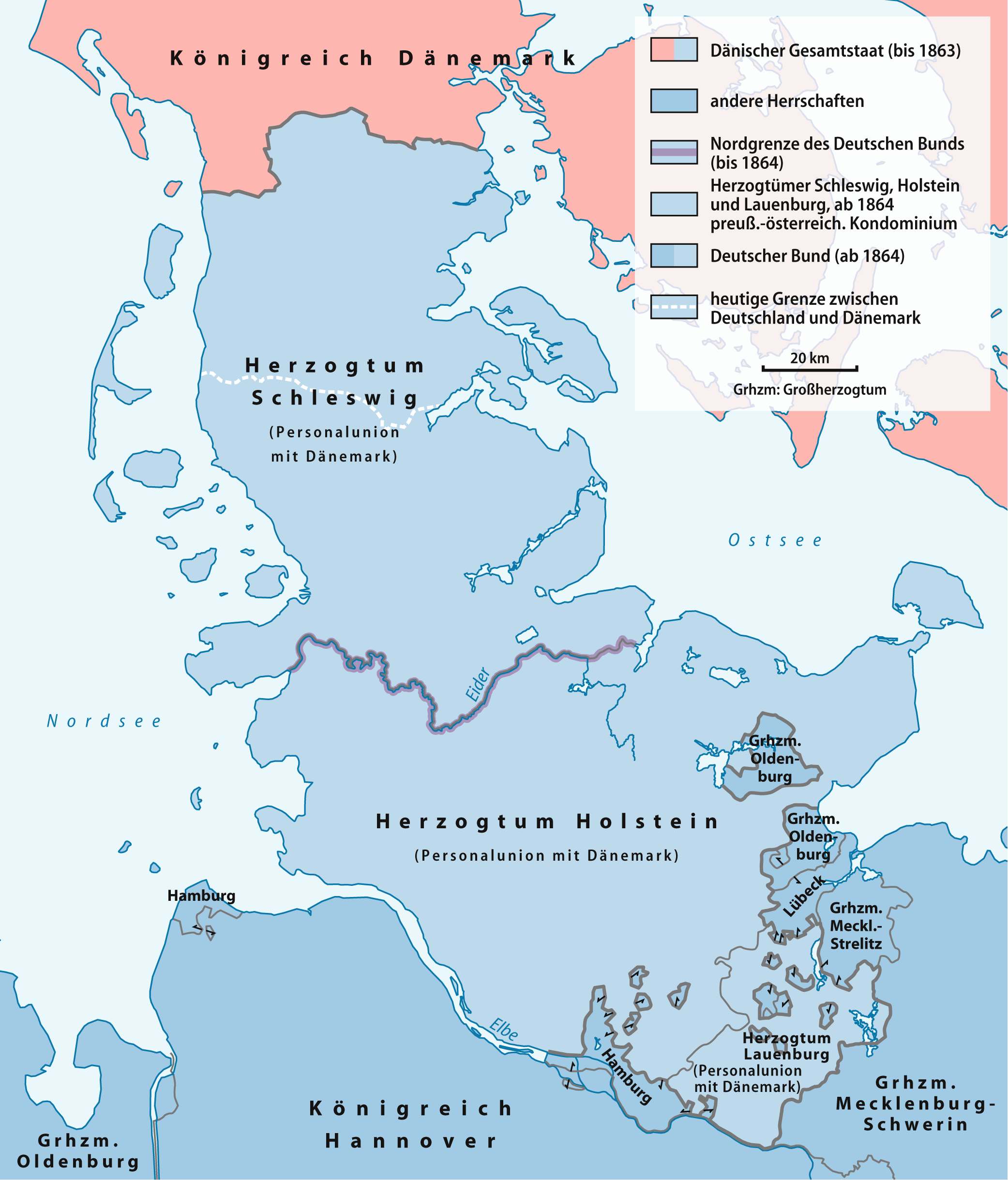
1864年のウィーン条約による領土変更を示した図。薄い青の部分がシュレースヴィヒ公国とホルシュタイン公国、および同じくデンマーク王が領主であったラウエンブルク公国。

シュレースヴィヒ＝ホルシュタイン公国（シュレースヴィヒ＝ホルシュタインこうこく）は、ユトランド半島南部に位置したシュレースヴィヒ公国とホルシュタイン公国の併称。現在のデンマーク領南デンマーク地域の一部、およびドイツ領シュレースヴィヒ＝ホルシュタイン州に相当する。
2国は合邦したことはないが、15世紀にデンマーク王家（オルデンブルク家）が両国の公位を継承したため、人的同君連合となった。シュレースヴィヒ公国がそれ以前よりデンマーク王の封地であったのに対し、ホルシュタイン公国は神聖ローマ帝国の一部であった。さらに複雑なことに、16世紀半ば以後デンマーク王家は両公国を分家であるシュレースヴィヒ＝ホルシュタイン＝ゴットルプ家との共同統治とした（共同統治に当たった分家はもう1家あったが、早くに断絶した）。ゴットルプ家は共同統治者であるはずのデンマーク王家としばしば対立し、スウェーデンと同盟を結ぶなどの独自に動きを見せた。共同統治状態はシュレースヴィヒで1713年に、ホルシュタインで1773年に終了し、以後両公国はデンマーク王家による単独統治となった（ホルシュタイン公国の記事も参照）。
19世紀に入ると、両公国のドイツとデンマークの間での地位・帰属を巡り、さまざまな問題が発生する（シュレースヴィヒ＝ホルシュタイン問題）。
19世紀後半に、普墺戦争の結果、両公国は、シュレースヴィヒ＝ホルシュタイン州としてプロイセン王国に編入されることになる。その後、第一次世界大戦後のシュレースヴィヒの住民投票により、北シュレースヴィヒはデンマーク領となった。